# Bernard Thévenet
Bernard Thévenet (født 1. januar 1948 i Saint-Julien-de-Civry, Frankrig) er en tidligere professionel cykelrytter. Han er dobbelt vinder af Tour de France og er måske mest kendt for at være den, der afsluttede den femdobbelte Tourvinder Eddy Merckx' æra ved at vinde Touren i 1975. Han vandt også Dauphiné Libéré to gange – i 1976 og 1977.
Thevenét blev født i en bondefamilie i Burgund og blev fransk juniormester i cykling. Han deltog første gang i Tour de France i 1970, hvor han vandt en bjergetape, der sluttede ved skisportstedet La Mongie. I 1972 styrtede han slemt på en nedkørsel og led derefter af midlertidigt hukommelsestab. Da han begyndte at få hukommelsen igen, kiggede han ned på sin Peugeot-trøje og tænkte på, om han mon kunne være cykelrytter. Da han genkendte holdbilen, udbrød han: "Jeg kører Tour de France". Han nægtede at udgå af løbet og fire dage senere vandt han en etape, der passerede Mont Ventoux. I 1973-udgaven af Touren blev han samlet nr. 2 efter Luis Ocaña. I 1974 deltog han ikke i Touren på grund af sygdom.
Året efter udfordrede han i et berømt angreb Eddy Merckx på Col d'Izoard. Merckx, som led af kroniske rygsmerter og efterveerne af en voldelig fans slag, kæmpede desperat for at komme tilbage, men tabte den samlede føring og fik den aldrig tilbage. Thevenét vandt senere Touren, som det år første gang sluttede på Champs-Élysées. Merckx blev toer, tre minutter efter Thevenét.
Thevenét vandt sin anden og sidste Tour i 1977. Samme år blev han testet positiv for doping efter årets udgave af Paris-Nice, og vinteren efter blev han indlagt på hospitalet med en leverlidelse som følge af hans langvarige brug af steroider. Han stoppede karrieren, indrømmede offentligt sit forbrug af steroider og argumenterede for et stop for præstationsfremmende stoffer i sportsverdenen.
På et tidspunkt i sin karriere blev han spurgt, om det var hårdt at være cykelrytter. Han svarede, at det var hårdere at være en fransk landmand.